# Saison 2017 de Super Rugby
Navigation
Super Rugby 2016 Super Rugby 2018
La saison 2017 de Super Rugby est la vingt-deuxième édition de cette compétition de rugby à XV. Elle est disputée par dix-huit franchises, cinq d'Australie, six d'Afrique du Sud, cinq de Nouvelle-Zélande, une du Japon et une d'Argentine.

## Organisation
La compétition se déroule en deux phases. La première consiste en une phase de championnat où les équipes sont réparties en quatre conférences régionales regroupées en deux poules : deux poules de quatre équipes (3 sud-africaines plus l'une des franchises argentine ou japonaise) groupées dans la conférence Sud-Africaine, et deux poules australienne (5 équipes) et néo-zélandaise (5 équipes), groupées dans la conférence Australasienne.
Chacune des franchises jouera sur 17 semaines de phase régulière 15 matches, et aura 2 journées de repos. Dans les conférences africaines à quatre équipes, chaque équipe jouera les trois autres en match aller/retour. Pour les conférences australasiennes à cinq équipes, chaque équipe jouera deux équipes en match aller/retour, et les deux autres équipes en match simple (Un à domicile et l'autre à l'extérieur).

Les neuf autres rencontres consisteront à un match simple contre les équipes de l'autre conférence de sa poule, et contre chaque équipe d'une des conférences de l'autre poule. Ainsi, pour 2017, les équipes de la conférence Afrique 1 joueront les équipes de la conférence Nouvelle-Zélande, tandis que les équipes de la conférence Afrique 2 joueront les équipes de la conférence Australie.
À la fin de cette première phase, les vainqueurs de chacune de quatre conférences sont directement qualifiés pour les quarts de finale. Les quatre autres qualifiés sont les trois suivants du classement de la poule Australasie et la meilleure équipe sud-africaine au classement. Un classement est établi entre les 8 équipes : les quatre premiers sont classés selon leur nombre de points de 1 à 4, et les quatre autres qualifiés sont classés de 5 à 8, puis le 1 affronte le 8, le 2 le 7 etc. Les vainqueurs disputent les demi-finales toujours sur le terrain du mieux classé. La finale a lieu sur le terrain du mieux classé des finalistes.

## Franchises participantes
La compétition oppose dix-huit franchises issues d'Afrique du Sud, d'Australie, de Nouvelle-Zélande, du Japon et d'Argentine. Chaque franchise représente une aire géographique.
| Nom             | Pays             | Ville           | Stade                                  | Entraîneur      | Capitaine          |
| --------------- | ---------------- | --------------- | -------------------------------------- | --------------- | ------------------ |
| Jaguars         | Argentine        | Buenos Aires    | Stade José Amalfitani                  | Raúl Pérez      | Agustin Creevy     |
| Blues           | Nouvelle-Zélande | Auckland        | Eden Park                              | Tana Umaga      | James Parsons      |
| Brumbies        | Australie        | Canberra        | Canberra Stadium                       | Stephen Larkham | -                  |
| Bulls           | Afrique du Sud   | Pretoria        | Loftus Versfeld                        | Nollis Marais   | -                  |
| Cheetahs        | Afrique du Sud   | Bloemfontein    | Free State Stadium                     | Franco Smith    | Francois Venter    |
| Chiefs          | Nouvelle-Zélande | Hamilton        | Waikato Stadium                        | Dave Rennie     | -                  |
| Crusaders       | Nouvelle-Zélande | Christchurch    | Rugby League Park                      | Scott Robertson | Sam Whitelock      |
| Highlanders     | Nouvelle-Zélande | Dunedin         | Forsyth Barr Stadium                   | Tony Brown      | Ben Smith          |
| Hurricanes      | Nouvelle-Zélande | Wellington      | Westpac Stadium                        | Chris Boyd      | Dane Coles         |
| Southern Kings  | Afrique du Sud   | Port Elizabeth  | Nelson Mandela Bay Stadium             | Deon Davids     | Schalk Ferreira    |
| Lions           | Afrique du Sud   | Johannesburg    | Ellis Park Stadium                     | Johan Ackermann | Warren Whiteley    |
| Rebels          | Australie        | Melbourne       | AAMI Park                              | Tony McGahan    | -                  |
| Waratahs        | Australie        | Sydney          | Sydney Football Stadium                | Daryl Gibson    | Michael Hooper     |
| Queensland Reds | Australie        | Brisbane        | Suncorp Stadium                        | Nick Stiles     | James Slipper      |
| Sharks          | Afrique du Sud   | Durban          | Kings Park Stadium                     | Robert du Preez | -                  |
| Stormers        | Afrique du Sud   | Cape Town       | Newlands Stadium                       | Robbie Fleck    | Siya Kolisi        |
| Sunwolves       | Japon            | Tokyo Singapour | Chichibunomiya Rugby Stadium Singapour | Filo Tiatia     | Harumichi Tatekawa |
| Western Force   | Australie        | Perth           | Perth Oval                             | David Wessels   | Ben McCalman       |

## Résumé des résultats

### Classements de la phase régulière
| Rang | Franchise        | J  | V  | N | D  | Bo | Bd | Pm  | Pe  | Diff | Pts |
| ---- | ---------------- | -- | -- | - | -- | -- | -- | --- | --- | ---- | --- |
| 1    | Lions            | 15 | 14 | 0 | 1  | 9  | 0  | 590 | 268 | +322 | 65  |
| 2    | Crusaders        | 15 | 14 | 0 | 1  | 7  | 0  | 544 | 303 | +241 | 63  |
| 3    | Stormers         | 15 | 10 | 0 | 5  | 3  | 0  | 490 | 436 | +54  | 43  |
| 4    | Brumbies         | 15 | 6  | 0 | 9  | 3  | 7  | 315 | 279 | +36  | 34  |
| 5    | Hurricanes       | 15 | 12 | 0 | 3  | 9  | 1  | 596 | 272 | +324 | 58  |
| 6    | Chiefs           | 15 | 12 | 1 | 2  | 6  | 1  | 433 | 292 | +141 | 57  |
| 7    | Highlanders      | 15 | 11 | 0 | 4  | 5  | 2  | 488 | 308 | +180 | 51  |
| 8    | Sharks           | 15 | 9  | 1 | 5  | 1  | 3  | 392 | 323 | +69  | 42  |
| 9    | Blues            | 15 | 7  | 1 | 7  | 4  | 3  | 425 | 391 | +34  | 37  |
| 10   | Jaguares         | 15 | 7  | 0 | 8  | 1  | 4  | 404 | 386 | +18  | 33  |
| 11   | Southern Kings   | 15 | 6  | 0 | 9  | 1  | 3  | 391 | 470 | -79  | 28  |
| 12   | Western Force    | 15 | 6  | 0 | 9  | 1  | 1  | 313 | 404 | -91  | 26  |
| 13   | Cheetahs         | 15 | 4  | 0 | 11 | 1  | 4  | 395 | 551 | -156 | 21  |
| 14   | Queensland Reds  | 15 | 4  | 0 | 11 | 1  | 4  | 321 | 479 | -158 | 21  |
| 15   | Bulls            | 15 | 4  | 0 | 11 | 0  | 4  | 339 | 459 | -120 | 20  |
| 16   | Waratahs         | 15 | 4  | 0 | 11 | 1  | 2  | 396 | 522 | -126 | 19  |
| 17   | Sunwolves        | 15 | 2  | 0 | 13 | 1  | 3  | 315 | 671 | -356 | 12  |
| 18   | Melbourne Rebels | 15 | 1  | 1 | 13 | 0  | 3  | 236 | 569 | -333 | 9   |

| Rang | Franchise        | J  | V  | N | D  | Bo | Bd | Pm  | Pe  | Diff | Pts |
| ---- | ---------------- | -- | -- | - | -- | -- | -- | --- | --- | ---- | --- |
| 1    | Crusaders        | 15 | 14 | 0 | 1  | 7  | 0  | 544 | 303 | +241 | 63  |
| 2    | Brumbies         | 15 | 6  | 0 | 9  | 3  | 7  | 315 | 279 | +36  | 34  |
| 3    | Hurricanes       | 15 | 12 | 0 | 3  | 9  | 1  | 596 | 272 | +324 | 58  |
| 4    | Chiefs           | 15 | 12 | 1 | 2  | 6  | 1  | 433 | 292 | +141 | 57  |
| 5    | Highlanders      | 15 | 11 | 0 | 4  | 5  | 2  | 488 | 308 | +180 | 51  |
| 6    | Blues            | 15 | 7  | 1 | 7  | 4  | 3  | 425 | 391 | +34  | 37  |
| 7    | Western Force    | 15 | 6  | 0 | 9  | 1  | 1  | 313 | 404 | -91  | 26  |
| 8    | Queensland Reds  | 15 | 4  | 0 | 11 | 1  | 4  | 321 | 479 | -158 | 21  |
| 9    | Waratahs         | 15 | 4  | 0 | 11 | 1  | 2  | 396 | 522 | -126 | 19  |
| 10   | Melbourne Rebels | 15 | 1  | 1 | 13 | 0  | 3  | 236 | 569 | -333 | 9   |

| Rang | Franchise        | J  | V | N | D  | Bo | Bd | Pm  | Pe  | Diff | Pts |
| ---- | ---------------- | -- | - | - | -- | -- | -- | --- | --- | ---- | --- |
| 1    | Brumbies         | 15 | 6 | 0 | 9  | 3  | 7  | 315 | 279 | +36  | 34  |
| 2    | Western Force    | 15 | 6 | 0 | 9  | 1  | 1  | 313 | 404 | -91  | 26  |
| 3    | Queensland Reds  | 15 | 4 | 0 | 11 | 1  | 4  | 321 | 479 | -158 | 21  |
| 4    | Waratahs         | 15 | 4 | 0 | 11 | 1  | 2  | 396 | 522 | -126 | 19  |
| 5    | Melbourne Rebels | 15 | 1 | 1 | 13 | 0  | 3  | 236 | 569 | -333 | 9   |

| Rang | Franchise   | J  | V  | N | D | Bo | Bd | Pm  | Pe  | Diff | Pts |
| ---- | ----------- | -- | -- | - | - | -- | -- | --- | --- | ---- | --- |
| 1    | Crusaders   | 15 | 14 | 0 | 1 | 7  | 0  | 544 | 303 | +241 | 63  |
| 2    | Hurricanes  | 15 | 12 | 0 | 3 | 9  | 1  | 596 | 272 | +324 | 58  |
| 3    | Chiefs      | 15 | 12 | 1 | 2 | 6  | 1  | 433 | 292 | +141 | 57  |
| 4    | Highlanders | 15 | 11 | 0 | 4 | 5  | 2  | 488 | 308 | +180 | 51  |
| 5    | Blues       | 15 | 7  | 1 | 7 | 4  | 3  | 425 | 391 | +34  | 37  |

| Rang | Franchise      | J  | V  | N | D  | Bo | Bd | Pm  | Pe  | Diff | Pts |
| ---- | -------------- | -- | -- | - | -- | -- | -- | --- | --- | ---- | --- |
| 1    | Lions          | 15 | 14 | 0 | 1  | 9  | 0  | 590 | 268 | +322 | 65  |
| 2    | Stormers       | 15 | 10 | 0 | 5  | 3  | 0  | 490 | 436 | +54  | 43  |
| 3    | Sharks         | 15 | 9  | 1 | 5  | 1  | 3  | 392 | 323 | +69  | 42  |
| 4    | Jaguares       | 15 | 7  | 0 | 8  | 1  | 4  | 404 | 386 | +18  | 33  |
| 5    | Southern Kings | 15 | 6  | 0 | 9  | 1  | 3  | 391 | 470 | -79  | 28  |
| 6    | Cheetahs       | 15 | 4  | 0 | 11 | 1  | 4  | 395 | 551 | -156 | 21  |
| 7    | Bulls          | 15 | 4  | 0 | 11 | 0  | 4  | 339 | 459 | -120 | 20  |
| 8    | Sunwolves      | 15 | 2  | 0 | 13 | 1  | 3  | 315 | 671 | -356 | 12  |

| Rang | Franchise | J  | V  | N | D  | Bo | Bd | Pm  | Pe  | Diff | Pts |
| ---- | --------- | -- | -- | - | -- | -- | -- | --- | --- | ---- | --- |
| 1    | Stormers  | 15 | 10 | 0 | 5  | 3  | 0  | 490 | 436 | +54  | 43  |
| 2    | Cheetahs  | 15 | 4  | 0 | 11 | 1  | 4  | 395 | 551 | -156 | 21  |
| 3    | Bulls     | 15 | 4  | 0 | 11 | 0  | 4  | 339 | 459 | -120 | 20  |
| 4    | Sunwolves | 15 | 2  | 0 | 13 | 1  | 3  | 315 | 671 | -356 | 12  |

| Rang | Franchise      | J  | V  | N | D | Bo | Bd | Pm  | Pe  | Diff | Pts |
| ---- | -------------- | -- | -- | - | - | -- | -- | --- | --- | ---- | --- |
| 1    | Lions          | 15 | 14 | 0 | 1 | 9  | 0  | 590 | 268 | +322 | 65  |
| 2    | Sharks         | 15 | 9  | 1 | 5 | 1  | 3  | 392 | 323 | +69  | 42  |
| 3    | Jaguares       | 15 | 7  | 0 | 8 | 1  | 4  | 404 | 386 | +18  | 33  |
| 4    | Southern Kings | 15 | 6  | 0 | 9 | 1  | 3  | 391 | 470 | -79  | 28  |

### Phase finale
|  | Quarts de finale                                    | Quarts de finale                                    |           |    | Demi-finales                                        | Demi-finales                                        |  |  | Finale                                          | Finale                                          |
|  | Quarts de finale                                    | Quarts de finale                                    |           |    | Demi-finales                                        | Demi-finales                                        |  |  | Finale                                          | Finale                                          |
|  |                                                     |                                                     |           |    |                                                     |                                                     |  |  |                                                 |                                                 |
|  | le 22 juillet à l'Ellis Park Stadium, Johannesbourg | le 22 juillet à l'Ellis Park Stadium, Johannesbourg |           |    | le 29 juillet à l'Ellis Park Stadium, Johannesbourg | le 29 juillet à l'Ellis Park Stadium, Johannesbourg |  |  | le 5 août à l'Ellis Park Stadium, Johannesbourg | le 5 août à l'Ellis Park Stadium, Johannesbourg |
|  | le 22 juillet à l'Ellis Park Stadium, Johannesbourg | le 22 juillet à l'Ellis Park Stadium, Johannesbourg |           |    | le 29 juillet à l'Ellis Park Stadium, Johannesbourg | le 29 juillet à l'Ellis Park Stadium, Johannesbourg |  |  | le 5 août à l'Ellis Park Stadium, Johannesbourg | le 5 août à l'Ellis Park Stadium, Johannesbourg |
|  | Lions                                               | 23                                                  |           |    | le 29 juillet à l'Ellis Park Stadium, Johannesbourg | le 29 juillet à l'Ellis Park Stadium, Johannesbourg |  |  | le 5 août à l'Ellis Park Stadium, Johannesbourg | le 5 août à l'Ellis Park Stadium, Johannesbourg |
|  | Lions                                               | 23                                                  |           |    | le 29 juillet à l'Ellis Park Stadium, Johannesbourg | le 29 juillet à l'Ellis Park Stadium, Johannesbourg |  |  | le 5 août à l'Ellis Park Stadium, Johannesbourg | le 5 août à l'Ellis Park Stadium, Johannesbourg |
|  | Sharks                                              | 21                                                  |           |    | le 29 juillet à l'Ellis Park Stadium, Johannesbourg | le 29 juillet à l'Ellis Park Stadium, Johannesbourg |  |  | le 5 août à l'Ellis Park Stadium, Johannesbourg | le 5 août à l'Ellis Park Stadium, Johannesbourg |
|  | Sharks                                              | 21                                                  | Lions     | 44 |                                                     |                                                     |  |  | le 5 août à l'Ellis Park Stadium, Johannesbourg | le 5 août à l'Ellis Park Stadium, Johannesbourg |
|  | le 21 juillet au Canberra Stadium, Canberra         |                                                     | Lions     | 44 |                                                     |                                                     |  |  | le 5 août à l'Ellis Park Stadium, Johannesbourg | le 5 août à l'Ellis Park Stadium, Johannesbourg |
|  |                                                     | Hurricanes                                          | 29        |    |                                                     |                                                     |  |  | le 5 août à l'Ellis Park Stadium, Johannesbourg | le 5 août à l'Ellis Park Stadium, Johannesbourg |
|  | Brumbies                                            | Hurricanes                                          | 29        | 16 |                                                     |                                                     |  |  | le 5 août à l'Ellis Park Stadium, Johannesbourg | le 5 août à l'Ellis Park Stadium, Johannesbourg |
|  | Brumbies                                            |                                                     |           | 16 |                                                     |                                                     |  |  | le 5 août à l'Ellis Park Stadium, Johannesbourg | le 5 août à l'Ellis Park Stadium, Johannesbourg |
|  | Hurricanes                                          | 35                                                  |           |    |                                                     |                                                     |  |  | le 5 août à l'Ellis Park Stadium, Johannesbourg | le 5 août à l'Ellis Park Stadium, Johannesbourg |
|  | Hurricanes                                          | 35                                                  | Lions     | 17 |                                                     |                                                     |  |  |                                                 |                                                 |
|  | le 22 juillet au Rugby League Park, Christchurch    |                                                     | Lions     | 17 |                                                     |                                                     |  |  |                                                 |                                                 |
|  |                                                     | Crusaders                                           | 25        |    |                                                     |                                                     |  |  |                                                 |                                                 |
|  | Crusaders                                           | Crusaders                                           | 25        | 17 |                                                     |                                                     |  |  |                                                 |                                                 |
|  | Crusaders                                           | le 29 juillet au AMI Stadium, Christchurch          |           | 17 |                                                     |                                                     |  |  |                                                 |                                                 |
|  | Highlanders                                         | 0                                                   |           |    |                                                     |                                                     |  |  |                                                 |                                                 |
|  | Highlanders                                         | 0                                                   | Crusaders | 27 |                                                     |                                                     |  |  |                                                 |                                                 |
|  | le 22 juillet au Newlands Stadium, le Cap           |                                                     | Crusaders | 27 |                                                     |                                                     |  |  |                                                 |                                                 |
|  |                                                     | Chiefs                                              | 13        |    |                                                     |                                                     |  |  |                                                 |                                                 |
|  | Stormers                                            | Chiefs                                              | 13        | 11 |                                                     |                                                     |  |  |                                                 |                                                 |
|  | Stormers                                            |                                                     |           | 11 |                                                     |                                                     |  |  |                                                 |                                                 |
|  | Chiefs                                              | 17                                                  |           |    |                                                     |                                                     |  |  |                                                 |                                                 |
|  | Chiefs                                              | 17                                                  |           |    |                                                     |                                                     |  |  |                                                 |                                                 |

#### Quarts de finale
| 21 juillet 2017 19 h 35 | Brumbies                                                                     | 16 – 35 | Hurricanes | Canberra Stadium, Canberra Arbitre : Glen Jackson |
| 21 juillet 2017 19 h 35 | Essai(s) : Dagarville (3e), Mann-Rea (15e) Pénalité(s) : Hawera 3 (11e, 28e) |         | Essai(s) : Goosen (7e, 75e), Barrett (25e), Perenara (68e) · Transformation(s) : Barrett 3 (25e, 69e, 76e) · Pénalité(s) : Barrett 3 (38e, 48e, 65e) · Carton(s) jaune(s) : Toomaga-Allen 40e à 50e · | Canberra Stadium, Canberra Arbitre : Glen Jackson |
| 21 juillet 2017 19 h 35 |                                                                              |         | | Canberra Stadium, Canberra Arbitre : Glen Jackson |

| 22 juillet 2017 19 h 35 | Crusaders                                                                                                | 17 – 0 | Highlanders                            | Rugby League Park, Christchurch Arbitre : Angus Gardner |
| 22 juillet 2017 19 h 35 | Essai(s) : Moody (32e), Taylor (39e) Transformation(s) : Mo'unga 2 (33e, 40e) Pénalité(s) : Mo'unga (5e) |        | Carton(s) jaune(s) : Squire 4e à 14e · | Rugby League Park, Christchurch Arbitre : Angus Gardner |
| 22 juillet 2017 19 h 35 | |        |                                        | Rugby League Park, Christchurch Arbitre : Angus Gardner |

| 22 juillet 2017 14 h 30 | Lions | 23 – 21 | Sharks | Ellis Park Stadium, Johannesburg Arbitre : Marius van der Westhuizen |
| 22 juillet 2017 14 h 30 | Essai(s) : Mostert (47e), Kriel (51e), Mapoe (60e) · Transformation(s) : Jantjies (61e) · Pénalité(s) : Jantjies (9e), Combrinck (77e) · Carton(s) jaune(s) : Mostert 64e à 74e · |         | Essai(s) : Van Wyk (10e), Du Preez (65e) · Transformation(s) : Bosch (66e) · Pénalité(s) : Bosch 2 (34e,39e) · Drop(s) : Bosch (16e) · Carton(s) jaune(s) : Lewies 45e à 55e · | Ellis Park Stadium, Johannesburg Arbitre : Marius van der Westhuizen |
| 22 juillet 2017 14 h 30 | |         | | Ellis Park Stadium, Johannesburg Arbitre : Marius van der Westhuizen |

| 22 juillet 2017 17 h 00 | Stormers                                                  | 11 – 17 | Chiefs | Newlands Stadium, Cape Town Arbitre : Jaco Peyper |
| 22 juillet 2017 17 h 00 | Essai(s) : Kolisi (44e) Pénalité(s) : Marais 2 (23e, 62e) |         | Essai(s) : Stevenson (75e) · Pénalité(s) : McKenzie 4 (29e, 31e, 38e, 51e) · Carton(s) jaune(s) : Cane 59e à 69e · | Newlands Stadium, Cape Town Arbitre : Jaco Peyper |
| 22 juillet 2017 17 h 00 |                                                           |         | | Newlands Stadium, Cape Town Arbitre : Jaco Peyper |

#### Demi-finales
| 29 juillet 2017 19 h 35 | Crusaders | 27 – 13 | Chiefs                                                                                          | Rugby League Park, Christchurch Arbitre : Glen Jackson |
| 29 juillet 2017 19 h 35 | Essai(s) : Hall (16e), Dagg (48e), Tamanivalu 2 (57e, 72e) Transformation(s) : Mo'unga 2 (17e, 58e) Pénalité(s) : Mo'unga (13e) |         | Essai(s) : Retallick (77e) Transformation(s) : McKenzie (77e Pénalité(s) : McKenzie 2 (26e,37e) | Rugby League Park, Christchurch Arbitre : Glen Jackson |
| 29 juillet 2017 19 h 35 | |         |                                                                                                 | Rugby League Park, Christchurch Arbitre : Glen Jackson |

| 29 juillet 2017 14 h 30 | Lions | 44-29 | Hurricanes | Ellis Park Stadium, Johannesburg Arbitre : Jaco Peyper |
| 29 juillet 2017 14 h 30 | Essai(s) : Van Rooyen (38e), Cronjé (43e), Marx (52e), Vorster (61e), Jantjies (68e), Smith (73e) Transformation(s) : Jantjies 4 (39e, 45e, 62e, 69e) Pénalité(s) : Jantjies 2 (4e, 58e) |       | Essai(s) : Perenara (6e), Goosen (10e), Savea (29e), Laumape (55e) · Transformation(s) : J.Barrett 2 (11e, 56e), B.Barrett (30e) · Pénalité(s) : J.Barrett (19e) · Carton(s) jaune(s) : B.Barrett 57e à 67e · | Ellis Park Stadium, Johannesburg Arbitre : Jaco Peyper |
| 29 juillet 2017 14 h 30 | |       | | Ellis Park Stadium, Johannesburg Arbitre : Jaco Peyper |

#### Finale
(mt : 3 - 15)
Points marqués
- Lions : 2 essais de Marx (63e) et Fourie (72e), 2 transformations de Jantjies (64e, 72e), 1 pénalité de Jantjies (26e), 1 carton rouge pour Smith (38e).
- Crusaders :  3 essais de Tamanivalu (7e) Goodhue (11e) et Read (42e), 2 transformations de Mo'unga (8e, 43e), 2 pénalités de Mo'unga (40e, 52e).

Évolution du score : 0-5, 0-7, 0-12, 3-12, 3-15, 3-20, 3-22, 3-25, 8-25, 10-25, 15-25, 17-25.
Arbitre :  Jaco Peyper
Résumé
| Lions Titulaires Andries Coetzee 15 Ruan Combrinck 14 Lionel Mapoe 13 Harold Vorster 12 Courtnall Skosan 11 Elton Jantjies 10 Ross Cronjé 9 Ruan Ackermann 8 Kwagga Smith 7 (cap.) Jaco Kriel 6 Franco Mostert 5 Andries Ferreira 4 Ruan Dreyer 3 Malcolm Marx 2 Jacques van Rooyen 1 Remplaçants Akker van der Merwe 16 Corné Fourie 17 Johannes Jonker 18 Lourens Erasmus 19 Cyle Brink 20 Faf de Klerk 21 Rohan Janse van Rensburg 22 Sylvian Mahuza 23 Entraîneur Johan Ackermann |  |  |  | Crusaders Titulaires 15 David Havili 14 Israel Dagg 13 Jack Goodhue 12 Ryan Crotty 11 Seta Tamanivalu 10 Richie Mo'unga 9 Bryn Hall 8 Kieran Read 7 Matt Todd 6 Jordan Taufua 5 Sam Whitelock (cap.) 4 Scott Barrett 3 Owen Franks 2 Codie Taylor 1 Joe Moody Remplaçants 16 Ben Funnell 17 Wyatt Crockett 18 Michael Alaalatoa 19 Luke Romano 20 Peter Samu 21 Mitchell Drummond 22 Mitchell Hunt 23 George Bridge Entraîneur Scott Robertson |

## Résultats détaillés

### Groupe Afrique
| Clubs          | BUL   | CHE   | STO   | SUN   | JAG   | SOU   | LIO   | SHA   |
| -------------- | ----- | ----- | ----- | ----- | ----- | ----- | ----- | ----- |
| Bulls          |       | 20-14 | 33-41 | 34-21 | 26-13 | 30-31 |       |       |
| Cheetahs       | 34-28 |       | 34-40 | 38-31 |       |       | 25-28 | 30-38 |
| Stormers       | 37-24 | 53-10 |       | 52-15 | 32-25 |       | 16-29 |       |
| Sunwolves      | 21-20 | 7-47  | 31-44 |       |       | 23-37 |       | 17-38 |
| Jaguars        |       | 41-14 |       | 46-39 |       | 30-31 | 36-24 | 25-33 |
| Southern Kings |       | 20-21 | 10-41 |       | 26-39 |       | 19-42 | 35-32 |
| Lions          | 51-14 |       |       | 94-7  | 24-21 | 54-10 |       | 34-29 |
| Sharks         | 17-30 |       | 22-10 |       | 18-13 | 19-17 | 10-27 |       |

### Groupe australasie
| Clubs         | BLU   | CHI   | CRU   | HIG   | HUR   | BRU   | REB   | RED   | WAR   | WES   |
| ------------- | ----- | ----- | ----- | ----- | ----- | ----- | ----- | ----- | ----- | ----- |
| Blues         |       | 16-16 |       | 12-16 | 24-28 |       |       | 34-29 |       | 24-15 |
| Chiefs        | 41-26 |       | 24-31 |       | 26-18 | 28-10 |       | 46-17 | 46-31 |       |
| Crusaders     | 33-24 |       |       | 25-22 | 20-12 | 17-13 |       |       |       | 45-17 |
| Highlanders   | 26-20 | 15-24 | 27-30 |       |       |       | 51-12 | 40-17 | 44-28 |       |
| Hurricanes    |       | 14-17 | 31-22 | 41-15 |       | 56-21 | 71-6  |       | 38-28 |       |
| Brumbies      | 12-18 |       |       | 13-18 |       |       | 32-3  | 43-10 |       | 25-17 |
| Rebels        | 18-56 | 14-27 | 19-41 |       |       | 19-17 |       | 24-29 | 25-32 |       |
| Reds          |       |       | 20-22 |       | 15-34 | 16-15 |       |       | 26-29 | 26-40 |
| Waratahs      | 33-40 |       | 22-41 |       |       | 12-28 | 50-23 |       |       | 19-13 |
| Western Force |       | 7-16  |       | 6-55  | 12-34 |       | 31-22 | 26-19 | 40-11 |       |

### Matches inter-conférences
| Clubs       | BLU   | CHI   | CRU   | HIG   | HUR   | BUL   | CHE   | STO   | SUN   |
| ----------- | ----- | ----- | ----- | ----- | ----- | ----- | ----- | ----- | ----- |
| Blues       |       |       |       |       |       | 38-14 | 50-32 |       |       |
| Chiefs      |       |       |       |       |       | 28-12 |       |       | 27-20 |
| Crusaders   |       |       |       |       |       |       |       | 57-24 | 50-3  |
| Highlanders |       |       |       |       |       |       |       | 57-14 | 40-15 |
| Hurricanes  |       |       |       |       |       |       | 61-7  | 41-22 |       |
| Bulls       |       |       | 24-62 | 10-17 | 20-34 |       |       |       |       |
| Cheetahs    |       | 27-41 | 21-48 | 41-45 |       |       |       |       |       |
| Stormers    | 30-22 | 34-26 |       |       |       |       |       |       |       |
| Sunwolves   | 48-21 |       |       |       | 17-83 |       |       |       |       |

| Clubs          | JAG   | LIO   | SOU   | SHA   | BRU   | REB  | RED   | WAR   | WES   |
| -------------- | ----- | ----- | ----- | ----- | ----- | ---- | ----- | ----- | ----- |
| Jaguars        |       |       |       |       | 15-39 |      | 22-8  |       | 6-16  |
| Lions          |       |       |       |       |       |      | 44-14 | 55-36 |       |
| Southern Kings |       |       |       |       | 10-19 | 44-3 |       |       |       |
| Sharks         |       |       |       |       |       | 9-9  |       | 37-14 | 37-12 |
| Brumbies       |       | 6-13  |       | 22-27 |       |      |       |       |       |
| Rebels         | 29-32 | 10-47 |       |       |       |      |       |       |       |
| Reds           |       |       | 47-34 | 28-26 |       |      |       |       |       |
| Waratahs       | 27-40 |       | 24-26 |       |       |      |       |       |       |
| Western Force  |       | 15-24 | 46-41 |       |       |      |       |       |       |

## Statistiques
Les statistiques incluent la phase finale.

### Meilleurs réalisateurs
| Rang | Joueur          | Club           | Points |
| ---- | --------------- | -------------- | ------ |
| 1    | Elton Jantjies  | Lions          | 197    |
| 2    | Curwin Bosch    | Sharks         | 151    |
| 3    | Damian McKenzie | Chiefs         | 140    |
| 4    | Jordie Barrett  | Hurricanes     | 132    |
| 5    | Richie Mo'unga  | Crusaders      | 125    |
| 6    | Lionel Cronjé   | Southern Kings | 123    |
| 7    | Wharenui Hawera | Brumbies       | 120    |
| 8    | Marty Banks     | Highlanders    | 120    |
| 9    | Bernard Foley   | Waratahs       | 113    |
| 10   | Fred Zeilinga   | Cheetahs       | 108    |

### Meilleurs marqueurs
| Rang | Joueur           | Club           | Essais |
| ---- | ---------------- | -------------- | ------ |
| 1    | Ngani Laumape    | Hurricanes     | 15     |
| 2    | Vince Aso        | Hurricanes     | 14     |
| 3    | Makazole Mapimpi | Southern Kings | 11     |
| 3    | James Lowe       | Chiefs         | 11     |
| 5    | Seta Tamanivalu  | Crusaders      | 10     |
| 5    | Rieko Ioane      | Blues          | 10     |
| 7    | Courtnall Skosan | Lions          | 9      |
| 7    | Israel Folau     | Waratahs       | 9      |
| 7    | Dillyn Leyds     | Stormers       | 9      |
| 7    | Waisake Naholo   | Highlanders    | 9      |

## Récompenses

### Meilleur joueur
Après avoir réalisé une nouvelle bonne saison sur le point personnel, le joueur polyvalent des Chiefs, Damian McKenzie vingt-et-un ans seulement, reçoit le prix du meilleur joueur de la saison de Super Rugby pour la deuxième année consécutive. D'un point de vue statistique, il termine troisième meilleur réalisateur avec 140 points inscrits et marque six essais. Il est également le joueur ayant réalisé le plus de courses (242), le plus de défenseurs battus (80) et également le plus de mètres parcourus ballon en main (1669).

### Équipe de la saison
Une équipe-type de la saison est également mise en place pour récompenser les meilleurs joueurs de la saison à chaque poste, elle se compose des joueurs suivants, :
| Poste                  | Joueurs                             | Joueurs                             | Joueurs                             | Joueurs                         | Joueurs                         | Joueurs                         |
| ---------------------- | ----------------------------------- | ----------------------------------- | ----------------------------------- | ------------------------------- | ------------------------------- | ------------------------------- |
| Arrière                | [15] Damian McKenzie (Chiefs)       | [15] Damian McKenzie (Chiefs)       | [15] Damian McKenzie (Chiefs)       | [15] Damian McKenzie (Chiefs)   | [15] Damian McKenzie (Chiefs)   | [15] Damian McKenzie (Chiefs)   |
| Trois quarts ailes     | [14] Cheslin Kolbe (Stormers)       | [14] Cheslin Kolbe (Stormers)       | [14] Cheslin Kolbe (Stormers)       | [11] James Lowe (Chiefs)        | [11] James Lowe (Chiefs)        | [11] James Lowe (Chiefs)        |
| Trois quarts centres   | [13] Samu Kerevi (Reds)             | [13] Samu Kerevi (Reds)             | [13] Samu Kerevi (Reds)             | [12] Ngani Laumape (Hurricanes) | [12] Ngani Laumape (Hurricanes) | [12] Ngani Laumape (Hurricanes) |
| Charnière              | [10] Beauden Barrett (Hurricanes)   | [10] Beauden Barrett (Hurricanes)   | [10] Beauden Barrett (Hurricanes)   | [9] Augustine Pulu (Blues)      | [9] Augustine Pulu (Blues)      | [9] Augustine Pulu (Blues)      |
| Troisième ligne centre | [8] Amanaki Mafi (Rebels)           | [8] Amanaki Mafi (Rebels)           | [8] Amanaki Mafi (Rebels)           | [8] Amanaki Mafi (Rebels)       | [8] Amanaki Mafi (Rebels)       | [8] Amanaki Mafi (Rebels)       |
| Troisième ligne aile   | [7] Ardie Savea (Hurricanes)        | [7] Ardie Savea (Hurricanes)        | [7] Ardie Savea (Hurricanes)        | [6] Jaco Kriel (Lions)          | [6] Jaco Kriel (Lions)          | [6] Jaco Kriel (Lions)          |
| Deuxième ligne         | [5] Pieter-Steph du Toit (Stormers) | [5] Pieter-Steph du Toit (Stormers) | [5] Pieter-Steph du Toit (Stormers) | [4] Guido Petti (Jaguares)      | [4] Guido Petti (Jaguares)      | [4] Guido Petti (Jaguares)      |
| Piliers                | [3] Allan Alaalatoa (Brumbies)      | [3] Allan Alaalatoa (Brumbies)      | [3] Allan Alaalatoa (Brumbies)      | [1] Jacques van Rooyen (Lions)  | [1] Jacques van Rooyen (Lions)  | [1] Jacques van Rooyen (Lions)  |
| Talonneur              | [2] Malcolm Marx (Lions)            | [2] Malcolm Marx (Lions)            | [2] Malcolm Marx (Lions)            | [2] Malcolm Marx (Lions)        | [2] Malcolm Marx (Lions)        | [2] Malcolm Marx (Lions)        |